# Velimir Ilić

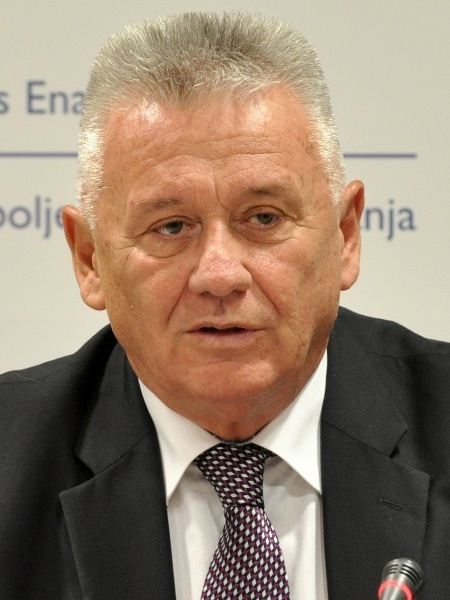
Velimir Ilić

Velimir Ilić (* 28. Mai 1951 in Čačak, Föderative Volksrepublik Jugoslawien) ist ein serbischer Politiker der Partei Nova Srbija.

## Leben
Ilić studierte an der Universität Belgrad und an der Universität Kragujevac. 1990 trat er der serbischen Partei Srpski Pokret Obnove bei. Später wechselte er zur serbischen Partei Nova Srbija. Von 1996 bis 2004 war Ilić Bürgermeister von Čačak. Von 2004 bis 2008 war er Minister für Wirtschaftsinvestitionen in Serbien. Als Nachfolger von Ivica Dačić wurde er 2012 Minister für Bauwesen und Städtebau in Serbien. Er war dreimal verheiratet und hat aus der ersten Ehe ein Kind und aus der zweiten und dritten Ehe jeweils zwei Kinder.